# Zószimosz pápa
Szent Zószimosz (Ζώσιμος, latinul: Zosimus), (? – 418. december 26.) volt a 41. pápa. 417. március 18-án választották meg a keresztény egyház élére. Hivatalát egészen haláláig viselte, azonban ez egy bő éven belül bekövetkezett. Ugyan rövid ideig tartott pontifikátusa, mégis sok maradandó ügyet hagyott maga után az utókorra. Makacs és önfejű egyházfő volt, aki úgy felkavarta a kényes vitákat, hogy azok még sokáig tovagyűrűztek halála után.

## Élete
Életéről, származásáról nem sokat tudni, az azonban ismeretes, hogy apját Abramnak hívták. Görög származása biztos, de atyja nevéből kiindulva zsidó származású is lehetett.
Már felszentelése napját követően pár nappal, március 22-én felrázta a klérust. Arles város püspökét akkoriban Patroclusnak hívták, akit egy gall császári tábornok, Constantinus helyezett hivatalába. Elődjét jogtalanul távolították el a püspöki székből. Ezek után nem meglepő, hogy Patroclus a keresztény klérus között nem volt népszerű. A pápa azonban hamarosan kegyeibe fogadta, és Arles püspökének hatáskörét kiterjesztette. Zószimosz Viennensis és egész Narbonensis metropolitájává tette Patroclust, és Gallia vikáriusa is lett. Vienne, Narbonne és Marseille püspökei levelet írtak neki, ugyanis nem értettek egyet a törvénytelen intézménnyel. A kirobbant vitát majd húsz évig nem sikerült elsimítani. 
Nevét leginkább egy eretnek tannal, a pelagianizmussal kapcsolatban lehet felhozni. Ennek virágkora éppen Zószimosz rövid uralkodása alatt volt. Még felszentelésének évében történt, hogy egy pelagianista tanokat követő pap, Coelestius felkereste az új pápát, hogy igazolja tanait színe előtt. Coelestiust annak idején I. Ince pápa kiátkozta, és hamarosan a konstantinápolyi vezetők is elutasították tanait.
Zószimosz a római Szent Kelemen-bazilikába hívott össze megbeszélést, amelyen Coelestius is részt vett. A 411-ben Karthágóban tartott zsinat elítélte a pelagianizmus követőit. A zsinat vádpontjait ekkor ismét felolvasták. Coelestius azonban nem akarta elfogadni a karthágói zsinat pontjait, ugyanakkor azzal védekezett, hogy Ince levelét elfogadja, és a gyűlés előtt hűséget esküdött az új pápának. Zószimoszt meggyőzték Coelestius kétszínű szavai, és levelet írt az afrikai provinciák püspökeinek, hogy ne közösítsék ki pártfogoltját.
A történteken felbátorodva maga Pelagius is a pápa színe elé járult, és az összehívott római klérus előtt felolvasta hűségesküjét és eretnek teóriáit a szabad akaratról. A gyűlés ortodoxnak, vagyis igazhitűnek fogadta el mindkét írást. Ezután Zószimosz újabb levelet írt az afrikai püspököknek, hogy a pelagianizmus tanait fogadják el. Ez már sok volt a püspököknek, és Aurelianus, Karthágó érseke zsinatot hívott össze az afrikai provinciák egyházi vezetőinek. A zsinaton egyértelműen elítélték Zószimosz levelét, és ezt meg is írták az egyházfőnek. A pápa 418. május 1-jén kapta meg ezt a levelet, és ekkoriban a császári hatalom is a pelagianizmus ellen küzdött. Mindezek hatására Zószimosz kiadta Tractoria című írását, amelyben elítélte Pelagius tanait és követőit, és ki is közösítette őket az egyházból. 
Az afrikai provinciákkal azonban nem ez volt az egyetlen összetűzése. Ugyanis az történt, hogy egy Apiarius nevű papot kiközösített püspöke. Apiarius pedig közvetlenül a pápához fordult fellebbezésével, pedig a törvények szerint először az afrikai püspökök tanácsához kellett volna fordulnia. A félreértés onnan adódott, hogy a római Szentszék elfogadta a serdicai zsinat pontjait, míg az afrikaiak nem. Ezért különféleképpen értelmezték a fellebbezési kötelezettséget. A vitát nem sikerült lezárni Zószimosz pontifikátusa alatt.
A Liber Pontificalis szerint ő volt az az egyházfő, aki rendeletben tiltotta meg a keresztény papoknak a kocsmába járást, változtatott a húsvét ünnepén és a diakónusok ruházatán. 418. december 26-án halt meg. Az Agro Veranó-i Szent Lőrinc-templomban helyezték örök nyugalomra.

## Művei
- Documenta Catholica Omnia (latin nyelven). [2017. március 17-i dátummal az eredetiből archiválva]. (Hozzáférés: 2011. december 6.)